# Долинський ліцей «Науковий»
Долинська ліцей «Науковий»  — навчальний заклад І-ІІІ ступенів у місті Долині Івано-Франківської області.

## Історія
Будівництво школи-інтернату в Долині розпочалось у 1961 і було повністю завершено у 1963 році. Заняття розпочались 15 вересня 1963 року. 
8 серпня 1994 року на базі середньої школи-інтернату відкрито гімназію-інтернат. 
У серпні 1998 року відповідно до рішення Колегії Міністерства освіти України Долинській гімназії-інтернату було надано статус експериментального педагогічного майданчика. У 2004 році експериментальну роботу було завершено й за її підсумками гімназія отримала статус науково-методичного осередку, стала базовим закладом Міністерства освіти і науки, Академії педагогічних наук щодо розроблення та апробації програмного, методичного забезпечення навчально-виховного процесу.
У 2010 році гімназію-інтернат було реорганізовано в Долинську спеціалізовану школу-інтернат. 

## Сучасність
У 2018 році навчальний заклад перепрофільовано в Долинський науковий ліцей-інтернат відповідно до пункту 31 статті 48 нового Закону України «Про освіту». 18 травня 2018 року Долинською районною радою було прийнято рішення, а вже 25 червня було внесено зміни до державного реєстру.
У ліцеї здобувають освіту діти за філологічним та історичним профілями. 
25 серпня 2018 року була підписана угода з Львівським національним університетом імені Івана Франка, яка дає можливості для розширення наукової діяльності педагогів та ліцеїстів. На базі ліцею також працюють гуртки МАН.

## Директори
- Барчук Дмитро Антонович — 1963 - 1965
- Горецький Іван Миколайович — 1965 - 1966
- Кулініч Володимир Оврамович — 1966 - 1967
- Запухлий Іван Онуфрович — 1967 - 1971
- Кучер Григорій Філімонович — 1971 - 1972
- Черняхівський Василь Іванович — 1972 - 1980
- Мазуркевич Юрій Олександрович — 1980 - 1984
- Качанівський Роман Семенович — 1984 - 1986
- Токарська Людмила Григорівна — 1986 - 2002 (вперше)
- Теренчин Ярослав Адамович — 2002 - 2006
- Токарська Людмила Григорівна — 2006 - 2016 (вдруге)
- Шевченко Алла Вікторівна — 2016 - 2020
- Савчин Лариса Ярославівна — 2020 - дотепер

## Відомі випускники школи
- Білінський Зорян Михайлович —  молодший сержант батальйон патрульної служби міліції особливого призначення «Івано-Франківськ», Герой українсько-російської війни.
- Гошовський Ярослав Олександрович — український науковець і педагог у галузі психології. Завідувач кафедри педагогічної та вікової психології Східноєвропейського національного університету імені Лесі Українки, доктор психологічних наук, професор.
- Кулак Артем Ярославович —  солдат ЗСУ, Герой українсько-російської війни.
- Депутович Іван Ілліч (випускник 1987 року) - директор Перегінського ліцею №1/ [Архівовано 24 лютого 2021 у Wayback Machine.] , учитель математики та фізики, учитель-методист, відмінник освіти України, депутат Івано-Франківської обласної ради.
- Дмитрів Клавдія Миколаївна (випускниця 1989 року) —  педагог, психолог, поетеса, пісняр, заслужена артистка естрадного мистецтва України, заслужений діяч естрадного мистецтва України, лауреат та переможець Міжнародних та Всеукраїнських фестивалів та конкурсів. Член журі Всеукраїнських та міжнародних конкурсів.